# Coupe
Un coupe sau un coupé este o mașină de pasageri cu o linie a plafonului din spate înclinată sau trunchiată și două uși.

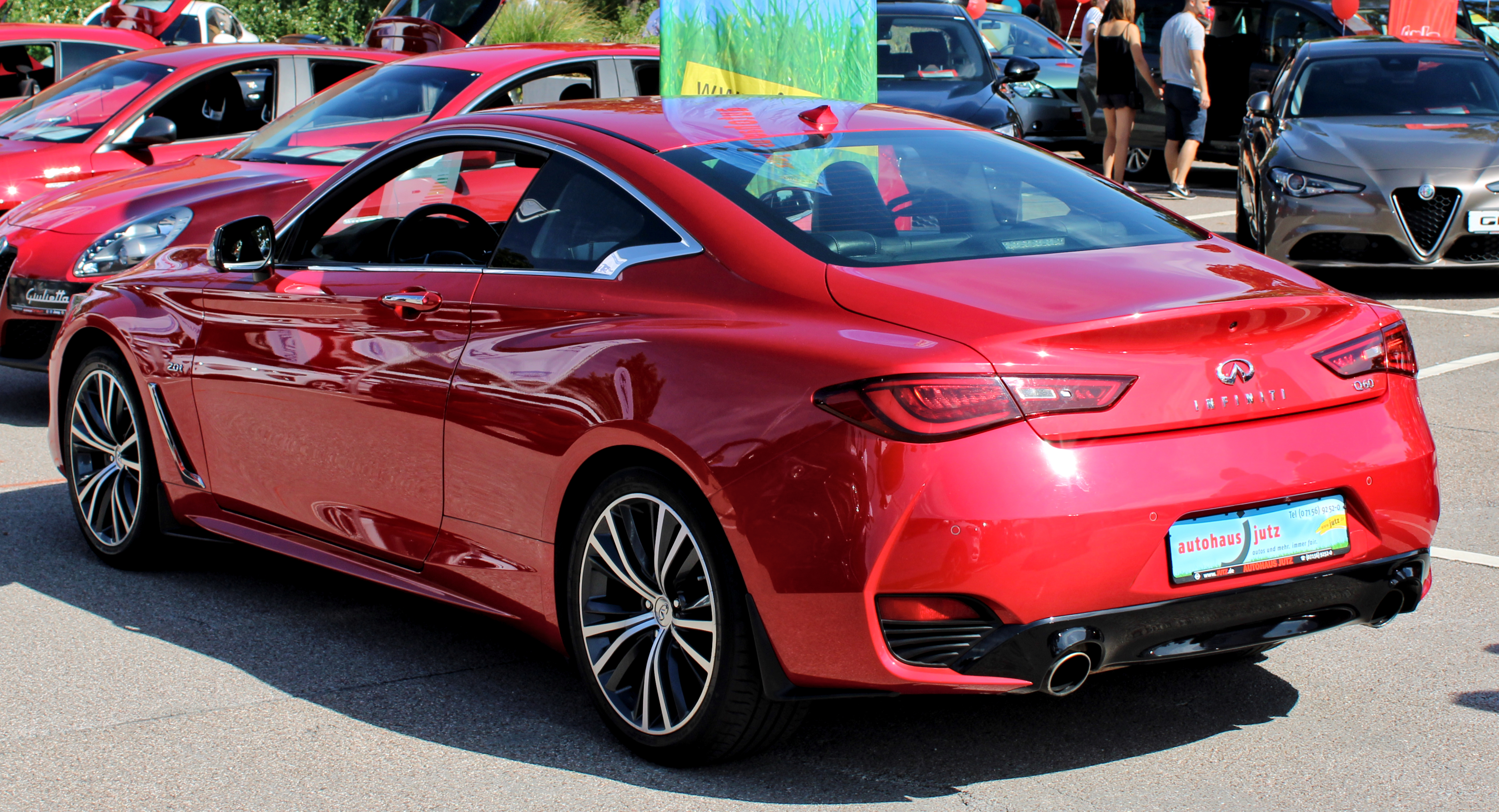
Infiniti Q60 coupé